# Glückseligkeit (Roman)
Mutluluk (deutsch Glück) ist ein türkischsprachiger Roman von Zülfü Livaneli aus dem Jahr 2002 und ein weltweiter Bestseller; die deutsche Übersetzung Glückseligkeit erschien am 29. August 2008 beim Verlag Klett-Cotta.
Das Buch war zuvor bereits in die griechische, englische, schwedische, französische, italienische, holländische und hebräische Sprache übersetzt worden und rief große Anerkennung hervor. Der französische Staatspräsident Jacques Chirac äußerte nach der Lektüre, dass die drei Hauptfiguren Mutluluks einen „starken Einfluss auf die französischen Leser“ haben werden. Der kurdisch-türkische Dichter Yaşar Kemal verglich das Werk in seiner Intensität mit Shakespeare-Tragödien.

## Inhalt
Mutluluk erzählt die Geschichte eines Ehrenmordes. Cemal wird ausgewählt, seine Cousine Meryem, die durch eine Schändung ehrlos geworden war, fernab des Dorfes, in dem noch archaische Gesetze gelten, zu töten. Dieses Vorhaben entwickelt sich allerdings nicht zuletzt durch den Zusammenprall mit der modernen, städtischen Seite der Türkei, die sich unter anderem in der dritten Hauptfigur des Buches zeigt, dem Hochschullehrer und Aussteiger Irfan, zu einer Odyssee. 

## Reputation
In der Türkei führte Mutluluk, dessen Titel so viel wie Glückseligkeit bedeutet, die Bestsellerliste an. Als „Buch des Monats April“ wurde es 2006 von 2000 Büchereien in seiner französischen Ausgabe gewählt; ein Jahr später erhielt es von italienischen Kritikern eine gleichlautende Würdigung. Barnes & Noble zeichnete den Roman 2006 mit dem jährlich vergebenen „Discover Great New Writers Award“ aus und bescheinigte ihm eine „überragende literarische Qualität“. Im selben Jahr folgte seine Auswahl zum „Book of the Fall Season“, dem US-Herbstbuch des Jahres. Die Institution Booksense, die sich aus 1200 unabhängigen Buchhändlern der Vereinigten Staaten zusammensetzt, wählte Mutluluk zudem zum „Booksense Notable for November“. 
Ein Hörbuch (USA) und ein Film (Türkei) sind 2006 und 2007 erschienen.